# Сплит
Сплит (хрв. Split, итал. Spalato), у старијим текстовима и Спљет или Сплет, други је највећи град у Хрватској и административно седиште Сплитско-далматинске жупаније. Према попису из 2021. било је 149.830 становника. Као највећи град Далмације и значајно историјско и културно средиште Хрватске, уврштен је у Унесков списак Светске баштине.

## Име
За тренутак постанка града Сплита још од средњег века се узимала изградња Диоклецијанове палате у 3. веку. С обзиром на ово, као и звучност његовог латинског назива (лат. Spalatum), дуго се сматрало да је данашње име корупција речи палата. Истраживања у новија времена показала су ово као нетачно; Диоклецијанова палата грађена је усред већ установљене грчке колоније зване Аспалат (грч. Ασπάλαθος, Аспалатос), одакле се вуче данашње име. Корен ове речи није сасвим јасан, али га једна теорија изводи од старогрчког назива за биљку брнистру (жуку), која је домаћа овом крају.
У јужнословенским текстовима 19. и 20. века за град сусрећу се и називи Спљет или Сплет, што су просто читања на другим дијалектима од родне му икавице. Од како је мењање имена градова по дијалектима испало из наше књижевне праксе, име града чита се као Сплит у свим језицима бивше Југославије.

## Положај
Сплит је смештен на јадранској обали у средњој Далмацији, на 43° 30' северне географске ширине и 16° 26' источне географске дужине. У залеђу му је планина Мосор и брдо Козјак. Пред њим су острва Брач, Хвар и Шолта. Трајекти из луке Сплит често су једина веза острва средње Далмације с копном.

## Клима
Због свог географског положаја подручје је заштићено од утицаја континенталне климе импресивним планинским масивом те се одликује веома повољним климатским карактеристикама. На средоземну климу утичу и локални, сезонски ветрови. Сплитско се подручје убраја и међу најсунчаније крајеве средњег Медитерана са изузетно великим бројем (2.700) сунчаних сати годишње, што га чини најтоплијим делом северне обале Средоземља. Просечна годишња температура је 15,7 °C.

## Историја

### Антика
Иако се настанак града Сплита повезује с градњом Диоклецијанове палате, (4. век), археолошки налази доказују да је ово подручје било насељено и давно пре Диоклецијана као једна од колонија Грчке.
Диоклецијан, римски цар од 284—305. је потекао из скромне породице и оригинално се звао Диоклес. Познат је као велики реформатор Римскога царства, јер је увео уређење звано тетрархија, што је истовремена владавина четири владара. Био је прогонитељ хришћана, а себе је сматрао богом. Огромна палата на подручју данашњег Сплита саграђена је да у њој проведе „старачке дане“.
Диоклецијанова палата највећа је и најбоље сачувана касноантичка палата на свету. Источни и западни зид дугачки су 216 m, јужни 181 m, а северни 175 m. У северном делу палате била је смештена послуга и војска, док су јужно биле саме цареве одаје. У употреби је био водовод који је доводио воду с извора реке Јадро, а користи се једним делом и данас. Најновија од теорија тврди да Диоклецијанова палата никад није била место за одмор, него права фабрика за прераду вуне.
Данас су од комплекса сачуване зидине, троје врата (Златна, Сребрна, Жељезна и Бронзана), царев маузолеј, (данас куле, све четири црква Св. Дује), Јупитеров храм или Храм свих богова, средишњи трг — Перистил.

### Средњи век
Значајније насељавање Диоклецијанове палате започело је вероватно од 7. веку, у време првих словенско-аварских провала. Касније се Сплит проширио и изван зидина. По досељења Хрвата, Сплит је остао романски град.
Током раног средњовековног раздобља, Сплит је био под врховном влашћу Византијског царства, а у административном погледу је припадао тадашњој византијској теми Далмацији. На заседању Седмог васељенског сабора (787) учествовао је и епископ Јован из Сплита.
У међвремену, Диоклецијанов маузолеј је постао црква. Накнадно је додат и кор, а од 13. века — 18. века дозидан је звоник, у 19. веку „растављен“ и обновљен.
Током 10. века, византијски Сплит се развијао у суседству тадашње Краљевине Хрватске, а од 11. века византијску је власт над далматинским градовима постепено заменила млетачка, која се такође измењивала с раздобљима владавине домаћих владара, а потом и угарских краљева. Последење раздобље византијске власти трајало је за време постојања дуката Далмације и Хрватске (1167-1180). За време владавине босанског краља Твртка I Котроманића Сплит се налазио у саставу Тврткове државе.

### Нови век
Од 15. века до пада Венеције у 1791, цела је Далмација била је под млетачком влашћу. За време турских освајања, делом сплитског залеђа завладали су Османлије, па је Сплит почео да се развија као град на граници и као увозно-извозна лука. Град је и раније био културно средиште и ту је радио један од првих и најбољих хрватских књижевника, писац Марко Марулић, аутор познатог епа „Јудита“.
Године 1838. град Сплит има 8721 становника и 1305 домова. Од знаменитости града су католичка саборна црква (на месту "јазичког храма Јовиша") и остаци Диоклецијанове палате. Ка Трогиру идући су остаци древног града Салоне који су у 7. веку срушили Срби.
Успомена на краткотрајну власт Француза у Сплиту је Мармонтова улица. После пораза Наполеона, у Далмацији је уследило око 100 година Аустроугарско хабзбуршке власти, а након Аустро-угарске нагодбе и стварања двојне монархије, Далмација и Сплит су припали аустријском делу монархије. До краја Првог светског рата Далмација није никада била уједињена с Хрватском, иако је било настојања, нарочито у време Хрватског народног препорода, који се осетио и у Сплиту.

### Југословенски период и данашњица
Александар I Карађорђевић је два пута величанствено дочекан од народа у Сплиту. Први пут 1910. на путовању ка Цетињу, а други пут 1925. године. 20. новембра 1918. је око 20.000 Сплићана одушевљено дочекало ослободилачку српску војску. Клицало се: Живјела српска восјка! Живио престолонасљедник Александар!...
Објавиле су новине 1922. године да је у Сплиту постављена спомен-плоча на риви ослободиоцима - српској краљевској војсци. На објављеном снимку видео се окупљени народ на обали мора, око обележја. Војници српски су на свом ослободилачком путу са осмехом на лицу ушли у Сплит 20. новембра 1918. године, заборавивши све оно зло што је било снашло до тада. У спомен тог дана, захвални Далматинци на плочи коју је запљускивало море ставили су следећи текст:
Нека се знаде да је на 20.11.1918. за регенције Александра Карађорђевића храбра војска краља Србије Петра I под вођством мајора Стојана Трнокоповића на овај пристан побједосно ступила поздрављена, загрљена, благословљена од целокупнога народа и грађанства Сплита.
Сплитска лука је, уз Боку, сматрана најбољом у Југославији. Већ почетком 1920-тих је подигнуто неколико фабрика. Између два рата у Сплиту је изграђено 70 нових улица дужине преко 21 км. Град је знатно нарастао, нарочито од када је постао средиште Приморске бановине.
За време Другог светског рата су Сплит окупирале италијанске снаге, а и формално анектирале тзв. Римским уговорима са Независном Државом Хрватском. Сплит је остао без свог природног залеђа, а становништво је подвргнуто политици италијанизације. Због тога је већ 1941. велики део локалног становништва посредно или непосредно приступио партизанима. Партизани су град заузели у септембру 1943. након капитулације Италије, али су га након жестоких борби морали препустити Немачкој. Сплит је формално припао НДХ, али је 26. октобра 1944. поново дошао под партизанску контролу. До краја рата је служио као привремено седиште владе Федералне државе Хрватске.
У доба СФРЈ Сплит доживљава нагли економски раст, делом везан уз развој индустрије у оближњим Каштелима, али и све већи развој туризма у Далмацији. Пораст индустрије и животног стандарда је имао и значајне демографске последице, првенствено у наглом приливу становништва из економски заосталих крајева Далматинске Загоре и Херцеговине.
Распад СФРЈ се у Сплиту одразио кроз низ озбиљних оружаних инцидената, који су претходили ескалацији рата у Хрватској. Разлог за то је било постојање снажног гарнизона ЈНА у граду, везаног уз ратну луку Лора, главну базу ЈРМ. За време рата су Лора и други објекти ЈНА били под опсадом, окончаном тек потписивањем Сарајевског примирја 1992. године и повлачењем снага ЈНА почетком 1992. године.
Рат је након тога трајао још три године, а Сплит, иако не непосредно погођен, је доста претрпео због економског колапса, тек делимично ублаженог чињеницом да је служио као главна логистичка база снагама УНПРОФОР-а у БиХ.
Тешка економска ситуација се наставила и након рата, с обзиром да се Сплит, слично као и остатак Далмације далеко теже опорављао у односу на Загреб и друге делове Хрватске. Због тога се Сплит — поготово његова околина — показао далеко плодније тло за одржавање националистичке деснице. То се између осталог исказало и у чувеном митингу на Риви одржаном почетком 2001. године у знак подршке генералу Мирку Норцу, хрватском генералу оптуженом, а касније и осуђеном за ратне злочине.

## Срби у Сплиту
У попису црквеном из 1808. године наводи се за "Спљет" - "с црквом која би се имала саградити". Ту би требало да дође један свештеник, да брине о 40 православаца, насељених Срба трговаца. Мало је било Срба у то време али су то били богати трговци. На црквено-народном сабору у Задру 1808. године је покренуто питање градње храма, али прилике нису дозвољавале рад. Трговац сплитски Никола Димитровић је око 1850. године у својој кући уредио и отворио лепу православну капелу. Ту је свраћао једном месечно један сеоски свештеник и литургију служио. Поред Димитровића, српску елиту су чинили богаташи Кујунџић и Тузлић, и они су заједно могли цркву изградити својим новцем. Године 1896. решили су Срби православни у Сплиту да подигну своју православну цркву. Позвали су јавно преко новина добре људе да финансијски помогну, то богоугодно дело. Године 1937. у Сплиту је српска православна капела, у којој служи прота Сергије Урукало, а по потреби пева хор Певачког друштва "Шумадија". Капела је уређена 1922. године, као привремена, док се не направи права црква. Дуго су постојале политичке и друге препреке на путу православља у том граду, где је број Срба растао. Прота Урукало родом из Обровца, прославио је 1937. године - 35 свештеничког рада. Последњих десет година службује у Сплиту, где је подигао православну цркву. Бавио се политиком и двапут 1927. и 1931. године биран је за народног посланика. Био је за заслуге одликован орденом Карађорђеве звезде.
Мада је августа 1899. године поново оживела акција подизања српског храма није брзо кренула реализација. У Задру је основан Одбор за градњу сплитске цркве, на чијем је челу био као председник епископ Никодим, са још шест чланова. Тек 10. маја 1939. године освећен је камен-темељац прве српске православне цркве у Сплиту, истог дана када и темељи београдског Храма Светог Саве. Храм је био посвећен Св. Сави и требало је да буде успомена на трагично погинулог краља Александра II Карађорђевића. Сплит је у послератном периоду био одређен за седиште православног епископа, па је било неопходно да ту буде достојан храм подигнут. Било је та градња несумњиво по ауторитету и упливу југословенске краљевске војске. Градња је започета иако нису била обезбеђена сва финансијска средства. Богомољу је у српско-византијском стилу, са пет кубета, у сегетском белом мрамору пројектовао архитекта Цицилијани. Један од првих дародаваца тог сплитског храма био је књижевник Бранислав Нушић. Он је поклонио два сребрна кандила, у спомен свог погинулог у рату јединог сина. Темељи су постављени на лепом месту у центру града под Марјаном. Прота Урукало је прочитао спомен повељу која је узидана заједно са златним крстом у храмовне темеље. Српска црква је требало да својом појавом допринесе лепоти тог далматинског туристичког града. Српска богомоља у Сплиту није никад била завршена; прво је своје учинио рат, па социјалистички период историје са својом атеистичком доминацијом.
Културну хронику града Сплита исписују бројни посленици - поштоваоци српске књиге и новина. Препоручен је тако путем објаве у новинама 1819. године, Сплићанин Јосиф Димитријевић, као скупљач претплате за педагошко дело Јана Амоса Коменског, које међутим никад није објављено. У Сплиту је 1844. године објављена српска (ћирилична) књига под називом "Писме (песме) разлике отца Вице Витића из Босне". Сплит је имао традицију штампања таквих књига. Српске народне пословице које је објавио 1849. године Вук у Бечу, читане су и у "Спљету". Организован је ту претплатнички пункт који су чинили пренумеранти те књиге: скупљач претплате Јово Хаџи Кујунџић трговац, Лука Ристић трговац, Христифор Тузлић трговац, Константин Вучковић "ађенте", Петар Марић "шавац" и ученик, млади Спиридон Кујунџић. Његошево дело о црногорском авантуристи који се лажно представљао као руски цар, претплатом је добио 1851. године Никола Деметровић трговац из Сплита. Деметровић је већ 1846. године набавио у Трсту и Вукову књигу - "Српске народне пјесме". Србско-далматински магазин читали су Срби Сплићани и 1856. године. Претплатнички пункт су образовали грађани: поп Јоаким Адамовић администратор парохије, трговци - Никола Димитровић, Косто Вучковић и Петар Марић, а са стране је извесни Божо Козлица "житељ Загорски". Вуков немачко-српски речник куповао се пренумерацијом и у "Спљету" (Сплиту) 1872. године. Свој примерак добили су: Народна читаоница, Косто Војновић (старог српског племићког рода) адвокат и скупљач претплате, Миховил Главинић, Гимназијална књижница, Динко Политео, Симун Вучетић и Мишко Павлиновић. Далматински календар набавили су 1870. године Сплићани: Нико Димитровић поседник, те трговци Коста Вучковић и Петар Марић и
Срби католици у Сплиту су 1883. покренули хумористичко-сатирични лист "Драшков рабош". Он је прво излазио на латиници, да би од средини 1885. године прешао на ћирилицу. Уређивачка политика се бавила у најширем смислу Србима, које је бранила од разних непријатеља. Због замерања режиму, ухапшени су власник Јово Метличић и уредник Викентије Бутлијер 1887. године, и суђено им је као политичким кривцима. Али успешно их је одбранио адвокат Игњат Бакотић 1888. године. Лист је престао да излази. Поменути Бакотић је касније успешно бранио на суду и новинара Дубровчанина Антуна Фабриса.
У Сплиту је истакнути родољуб Србин католик адвокат др Игњат Бакотић основао "Српско братство". У њему су се окупили Срби Далматинци и Бокељи 1898. године, са циљем ширења српске културе и просвете, задругарства и других активности. Власт му је одобрила статут, а на чело друштва су изабрани: др Игњат Бакотић председник, Јозо Витез Кулишић потпредседник и др Душан Баљак.
По завршетку Првог светског рата, 1918. године Далмација улази у новостворену државу (Краљевина Срба, Хрвата и Словенаца), која 1929. године постаје Краљевина Југославија). Од тог тренутка Сплит је почео интензивно расти, постајати све важније културно, административно и привредно средиште.

## Агломерација насеља
Шире подручје Сплита броји око 400.000 становника. Према статуту Град Сплит обухвата подручје насеља: Сплит, Камен, Стобреч, Слатине, Доње Ситно, Горње Ситно, Срињине и Жрновница, те припадајући акваторијум.
Иако се, као управне јединице, следећа насеља суседна Сплиту воде као засебна, она чине једну функционалну целину односно урбану агломерацију:
- Северно — Врањиц, Солин, Мравинце, Кучине, Клис, Дугопоље
- Западно — Каштела, Свети Кајо, Дивуље, Плано, Трогир, Сегет Доњи
- Североисточно — Жрновница, Горње Ситно, Доње Ситно, Срињине
- Источно — Камен, Стобреч, Строжанац, Подстрана, Свети Мартин, Мутограс, Бајнице, Крило, Јесенице, Сухи Поток, Сумпетар, Мали Рат, Ориј, Дуги Рат, Дуће, Омиш.

Појефтињењем трајектних карата на цену аутобусне карте за 1. зону, слободно се може рећи, и с обзиром на краткоћу времена путовања, и градић Супетар на острву Брачу је постао јужна сплитска „четврт“.

## Становништво
На попису становништва 2011. године, град Сплит је имао 178.102 становника, од чега у самом Сплиту 167.121.

### Град Сплит
| Број становника по пописима | Број становника по пописима | Број становника по пописима | Број становника по пописима | Број становника по пописима | Број становника по пописима | Број становника по пописима | Број становника по пописима | Број становника по пописима | Број становника по пописима | Број становника по пописима | Број становника по пописима | Број становника по пописима | Број становника по пописима | Број становника по пописима | Број становника по пописима |
| --------------------------- | --------------------------- | --------------------------- | --------------------------- | --------------------------- | --------------------------- | --------------------------- | --------------------------- | --------------------------- | --------------------------- | --------------------------- | --------------------------- | --------------------------- | --------------------------- | --------------------------- | --------------------------- |
| 1857.                       | 1869.                       | 1880.                       | 1890.                       | 1900.                       | 1910.                       | 1921.                       | 1931.                       | 1948.                       | 1953.                       | 1961.                       | 1971.                       | 1981.                       | 1991.                       | 2001.                       | 2011                        |
| 12.417                      | 14.587                      | 16.883                      | 18.438                      | 21.925                      | 25.103                      | 29.155                      | 40.029                      | 54.187                      | 64.874                      | 85.374                      | 129.203                     | 176.303                     | 200.459                     | 188.694                     | 178.102                     |

Напомена: Настао из старе општине Сплит. Од 1857. до 1971. садржи део података за град Солин и део података за општину Подстрана, а од 1948. до 1971. део података за град Каштела.

### Сплит (насељено место)
| Број становника по пописима | Број становника по пописима | Број становника по пописима | Број становника по пописима | Број становника по пописима | Број становника по пописима | Број становника по пописима | Број становника по пописима | Број становника по пописима | Број становника по пописима | Број становника по пописима | Број становника по пописима | Број становника по пописима | Број становника по пописима | Број становника по пописима | Број становника по пописима |
| --------------------------- | --------------------------- | --------------------------- | --------------------------- | --------------------------- | --------------------------- | --------------------------- | --------------------------- | --------------------------- | --------------------------- | --------------------------- | --------------------------- | --------------------------- | --------------------------- | --------------------------- | --------------------------- |
| 1857.                       | 1869.                       | 1880.                       | 1890.                       | 1900.                       | 1910.                       | 1921.                       | 1931.                       | 1948.                       | 1953.                       | 1961.                       | 1971.                       | 1981.                       | 1991.                       | 2001.                       | 2011                        |
| 10.358                      | 12.196                      | 14.815                      | 15.697                      | 18.853                      | 21.738                      | 25.052                      | 35.332                      | 50.075                      | 60.703                      | 80.902                      | 123.756                     | 169.322                     | 189.388                     | 175.140                     | 167.121                     |

Напомена: У 1981. смањено издвајањем делова насеља из којих су формирана самостална насеља Доње Ситно, Горње Ситно, Камен, Подстрана (општина Подстрана), Слатине, Срињине, Стобреч, Строжанац (бивше насеље) и Жрновница, Каштел Гомилица (град Каштела), Каштел Камбеловац (град Каштела) и Каштел Сућурац (град Каштела), Кучине (град Солин), Мравинце (град Солин), Солин (град Солин) и Врањиц (град Солин). Та су се насеља до 1971. исказивала као део насеља Сплит. У 1991. смањено за део подручја који је припојен насељу Камен, за који и садржи податке до 1981., и за део подручја који је припојен насељу Стобреч. У 1857., 1869. и 1890. садржи податке за насеље Доње Ситно, део података за насеље Стобреч до 1981., као и део података у 1953. и 1961. за насеље Горње Ситно. У 1857., 1869., 1921., 1931., 1953. и 1961. део података садржан је у насељу Срињине, од 1857. до 1931. у насељу Жрновница, а у 1857., 1869., 1890., 1921. и 1931. у насељу Горње Ситно. У 1880. и 1910. део података садржан је у насељу Тугаре (град Омиш). До 1971. насеље Блаца (град Солин), исказивано је као део насеља Сплит.

### Попис 1991.
На попису становништва 1991. године, насељено место Сплит је имало 189.388 становника, следећег националног састава:
| Попис 1991.‍     | Попис 1991.‍  | Попис 1991.‍ | Попис 1991.‍ | Попис 1991.‍ |
| --------------- | ------------ | ----------- | ----------- | ----------- |
|                 |              |             |             |             |
| Хрвати          | Хрвати       |             | 164.629     | 86,92%      |
| Срби            | Срби         |             | 8.492       | 4,48%       |
| Југословени     | Југословени  |             | 4.975       | 2,62%       |
| Муслимани       | Муслимани    |             | 1.150       | 0,60%       |
| Црногорци       | Црногорци    |             | 1.028       | 0,54%       |
| Словенци        | Словенци     |             | 970         | 0,51%       |
| Македонци       | Македонци    |             | 473         | 0,24%       |
| Албанци         | Албанци      |             | 280         | 0,14%       |
| Мађари          | Мађари       |             | 207         | 0,10%       |
| Италијани       | Италијани    |             | 96          | 0,05%       |
| Чеси            | Чеси         |             | 76          | 0,04%       |
| Руси            | Руси         |             | 50          | 0,02%       |
| Немци           | Немци        |             | 49          | 0,02%       |
| Јевреји         | Јевреји      |             | 47          | 0,02%       |
| Словаци         | Словаци      |             | 45          | 0,02%       |
| Украјинци       | Украјинци    |             | 27          | 0,01%       |
| Бугари          | Бугари       |             | 26          | 0,01%       |
| Роми            | Роми         |             | 24          | 0,01%       |
| Русини          | Русини       |             | 19          | 0,01%       |
| Пољаци          | Пољаци       |             | 16          | 0,00%       |
| Румуни          | Румуни       |             | 12          | 0,00%       |
| Турци           | Турци        |             | 10          | 0,00%       |
| Грци            | Грци         |             | 7           | 0,00%       |
| Аустријанци     | Аустријанци  |             | 6           | 0,00%       |
| Власи           | Власи        |             | 1           | 0,00%       |
| остали          | остали       |             | 129         | 0,06%       |
| неопредељени    | неопредељени |             | 3.201       | 1,69%       |
| регион. опр.    | регион. опр. |             | 1.176       | 0,62%       |
| непознато       | непознато    |             | 2.167       | 1,14%       |
| укупно: 189.388 |              |             |             |             |

### Попис 2011.
На попису становништва 2011. године, општина Сплит је имала 178.102 становника, следећег националног састава:
| Попис 2011.‍       | Попис 2011.‍       | Попис 2011.‍ | Попис 2011.‍ | Попис 2011.‍ |
| ----------------- | ----------------- | ----------- | ----------- | ----------- |
|                   |                   |             |             |             |
| Хрвати            | Хрвати            |             | 171.389     | 96,23%      |
| Срби              | Срби              |             | 2.533       | 1,42%       |
| Бошњаци           | Бошњаци           |             | 664         | 0,37%       |
| Црногорци         | Црногорци         |             | 354         | 0,20%       |
| Словенци          | Словенци          |             | 341         | 0,19%       |
| Македонци         | Македонци         |             | 222         | 0,12%       |
| остали            | остали            |             | 1.572       | 0,88%       |
| Нису се изјаснили | Нису се изјаснили |             | 656         | 0,37%       |
| непознато         | непознато         |             | 371         | 0,21%       |
| укупно: 178.102   |                   |             |             |             |

## Спорт
Сплит је био домаћин Летњих медитеранских игара 1979. и Европског првенства у атлетици 1984.
Најуспешнији спортски клуб из Сплита је КК Сплит, који је био троструки узастопни шампион Европе у кошарци (као Југоспластика/ПОП 84). Најуспешнији фудбалски клуб из Сплита је Хајдук.

## Познати Сплићани
| - Марио Анчић (*1984), тенисер - Владо Багат (1915—1944), народни херој Југославије - Владимир Беара (1928-2014), бивши фудбалер - Тома Бебић (1935—1990), музичар, песник и кантаутор - Лука Ботић (1830—1863), књижевник и политичар - Емануел Видовић (1870—1953), сликар - Ђурђа Бједов (*1947), пливачица - Бланка Влашић (*1983), атлетичарка - Бернард Вукас (1927—1983), фудбалер - Синиша Вуцо (*1971), певач - Северина Вучковић (*1972), певачица - Јаков Готовац (1895—1982), композитор и оперски диригент - Борис Дворник (1939—2008), глумац, редитељ и сценариста - Дино Дворник (1964—2008), музичар - Петар Грашо (*1976), певач - Оливер Драгојевић (1947—2018), певач - Иво Етеровић (1935—2011), фотограф | - Горан Иванишевић (*1971), тенисер - Оливер Ковачевић (*1974), српски фудбалер - Тони Кукоч (*1968), кошаркаш - Марко Марулић (1450—1524), књижевник и хришћански хуманиста - Дамир Микец (*1984), српски репрезентативац у стрељаштву - Милош Милошевић (*1972), професионални пливач - Недељко Попадић (*1961), писац - Дорис Драговић (*1961), певачица - Дино Рађа (*1967), кошаркаш - Зденко Руњић (1942—2004), композитор - Иво Санадер (*1953), премијер Хрватске - Миљенко Смоје (1923—1995), писац и новинар - Олга Спиридоновић (1923—1994), глумица - Анте Трумбић (1864—1938), политичар - Игор Тудор (*1978), фудбалер - Ивица Шурјак (*1953), бивши фудбалер - Златан Стипишић Џибони (*1968), музичар - Грше (*1995), репер |

## Партнерски градови
| - Анкона, Италија - Антофагаста, Чиле - Бет Шемеш, Израел - Кокберн, Аустралија - Довер, Енглеска - Гладсаксе — округ у Копенхагену, Данска - Лос Анђелес, САД - Мостар, БиХ | - Одеса, Украјина - Острава, Чешка Република - Пескара, Италија - Штип, Северна Македонија - Трондхејм, Норвешка - Велење, Словенија - Шарлотенбург-Вилмерсдорф — округ у Берлину, Немачка |

Предложена побратимства:
- Дебрецен, Мађарска
- Росарио, Аргентина

Повеља о пријатељству:
- Јерусалим, Израел

## Занимљивости
- Након Олимпијских игара у Атини 2004. Сплит је град са највише олимпијских медаља на свету у односу на број становника.
- У самом центру Сплита се налазе топлице са извором лековите сумпорне воде.

## Галерија
- Панорама
- Трг Прокуративе
- Народни трг
- Променада
- Споменик Ивана Мештровића
- Античка архитектура
- Аеродром Сплит
- Диоклецијанова палата и сплитска катедрала
- Снимак Сплита из ваздуха
- Железничка станица у Сплиту
- Сателитски приказ Сплита